# Lade (cráter)
Lade es el resto de un cráter de impacto lunar que ha sido inundado por la lava. Al norte se halla el cráter Godin, y en el sur-sureste aparece el desgastado Saunder, también inundado de lava.
|  |

El borde sur de Lade ha sido completamente cubierto o destruido, presentado huecos en su relativamente delgado borde sureste. La pared del cráter sobreviviente está desgastada, con un contorno vagamente. Un cráter más pequeño con forma de cuenco está unido al interior del borde occidental. Al norte, el cráter satélite Lade B ha sido completamente rellenado por la lava.

## Cráteres satélite
Por convención estos elementos son identificados en los mapas lunares poniendo la letra en el lado del punto medio del cráter que está más cerca de Lade.
|      | \| Lade \| Coordenadas \| Diámetro \| \| ---- \| --------------------------- \| -------- \| \| A \| 0°12′S 12°54′E / -0.2, 12.9 \| 57 km \| \| B \| 0°06′N 9°48′E / 0.1, 9.8 \| 24 km \| \| D \| 0°54′S 13°42′E / -0.9, 13.7 \| 16 km \| \| E \| 1°54′S 13°00′E / -1.9, 13.0 \| 21 km \| \| M \| 1°06′S 9°24′E / -1.1, 9.4 \| 12 km \| \| S \| 1°12′S 8°18′E / -1.2, 8.3 \| 24 km \| \| T \| 1°00′S 9°00′E / -1.0, 9.0 \| 18 km \| \| U \| 0°06′S 9°36′E / -0.1, 9.6 \| 4 km \| \| V \| 0°12′S 9°06′E / -0.2, 9.1 \| 4 km \| \| W \| 0°12′N 8°36′E / 0.2, 8.6 \| 4 km \| \| X \| 1°42′S 11°00′E / -1.7, 11.0 \| 3 km \| |          |
| Lade | Coordenadas | Diámetro |
| A    | 0°12′S 12°54′E / -0.2, 12.9 | 57 km    |
| B    | 0°06′N 9°48′E / 0.1, 9.8 | 24 km    |
| D    | 0°54′S 13°42′E / -0.9, 13.7 | 16 km    |
| E    | 1°54′S 13°00′E / -1.9, 13.0 | 21 km    |
| M    | 1°06′S 9°24′E / -1.1, 9.4 | 12 km    |
| S    | 1°12′S 8°18′E / -1.2, 8.3 | 24 km    |
| T    | 1°00′S 9°00′E / -1.0, 9.0 | 18 km    |
| U    | 0°06′S 9°36′E / -0.1, 9.6 | 4 km     |
| V    | 0°12′S 9°06′E / -0.2, 9.1 | 4 km     |
| W    | 0°12′N 8°36′E / 0.2, 8.6 | 4 km     |
| X    | 1°42′S 11°00′E / -1.7, 11.0 | 3 km     |